# Liste der chinesischen Botschafter in Dominica
Die Botschaft der Volksrepublik China befindet sich in Roseau.
| Ernannt / Akkreditiert | Name            | Hochchinesisch | Bemerkung | ernannt von  | akkreditiert bei     | Posten verlassen |
| ---------------------- | --------------- | -------------- | --- | ------------ | -------------------- | ---------------- |
| 1983                   | Wang Meng Xian  | 王孟顯         | Vertreter Taiwans, Amtssitz in Kingstown | Sun Yun-suan | Mary Eugenia Charles |                  |
| 1989                   | Liubo Lun       | 刘伯伦         | Vertreter Taiwans, Amtssitz in Kingstown | Lee Huan     | Mary Eugenia Charles | 1992             |
| 1992                   | Lin Zunxian     | 林尊贤         | Vertreter Taiwans, Amtssitz in Kingstown | Hau Pei-tsun | Mary Eugenia Charles | 1994             |
| 1994                   | Xu Qiming       | 徐启明         | Vertreter Taiwans, Amtssitz in Kingstown | Lien Chan    | Mary Eugenia Charles | 1997             |
| 1997                   | Katharine Chang | 张小月         | Vertreterin Taiwans, Amtssitz in Basseterre | Vincent Siew | Edison James         | 2001             |
| 2001                   | Gao Qingyun     | 高青云         | Vertreter Taiwans | Tang Fei     | Pierre Charles       | 2004             |
| 23. März 2004          |                 |                | Die Regierungen in Roseau und Peking nahmen diplomatische Beziehungen auf. | Wen Jiabao   | Roosevelt Skerrit    |                  |
| Mai 2004               | Ye Dabo         | 叶大波         | [ 1 ] | Wen Jiabao   | Roosevelt Skerrit    | Okt. 2006        |
| Nov. 2006              | Deng Boqing     | 邓波清         | [ 2 ] | Wen Jiabao   | Roosevelt Skerrit    | Sep. 2010        |
| 2. Nov. 2012           | Wang Zonglai    | 李江宁         | (* März 1956) Bachelor of Arts. - 1974–1976: Dolmetscher, Chemische Faserfabrik der Textilindustrie, Büro, Tianjin Gemeinde - 1976–1978: Mitarbeiter, das Dritte Forschungsinstitut, Ministerium für Nuklearindustrie - 1978–1980: Student, Englischabteilung, Heilongjiang Universität, China - 1980–1985: Student, Georgetown University, USA - 1985–1990: Gesandtschaftssekretär dritter Klasse in der Abteilung für Politikforschung, Außenministerium der Volksrepublik China. - 1990–1993: Gesandtschaftssekretär dritter, zweiter Klasse in Brüssel. - 1993–1995: Gesandtschaftssekretär zweiter Klasse in London. - 1995–2001: Stellvertretender Leiter, Chef, dann Berater, Abteilung Politikwissenschaft Außenministerium der Volksrepublik China. - 2001–2006: Gesandtschaftsrat im Büro des Kommissars des, Außenministerium der Volksrepublik China in der Sonderverwaltungszone Hongkong. - 2006–2008: Botschaftsrat in Canberra, Australien. - 2008–2010: Botschaftsrat in Abteilung für parteibezogene Angelegenheiten, Außenministerium der Volksrepublik China - 2010–2013: Generalkonsul in Johannesburg, Südafrika - 2013–2014: Botschaftsrat im Außenministerium der Volksrepublik China - 2014–2016: Außerordentlicher und bevollmächtigter Botschafter im Commonwealth of Dominica. - Verheiratet und hat eine Tochter.                  | Wen Jiabao   | Roosevelt Skerrit    | Nov. 2016        |
| 2. Nov. 2016           | Lu Kun          | 盧坤           | Männlich, Universitätsabsolvent. - 1985 – 1986 Mitarbeiter der Botschaft der Volksrepublik China in Sambia - 1989 – 1993 Attaché, dann dritter Sekretär, Abteilung für afrikanische Angelegenheiten, Außenministerium der Volksrepublik China. - 1993 – 1997 Gesandtschaftssekretär dritter dann zweiter Klasse in Kairo. - 1997 – 2000 Gesandtschaftssekretär zweiter Klasse in Abteilung für Personal, Außenministerium der Volksrepublik China. - 2000 – 2004 Gesandtschaftssekretär zweiter, erster Klasse dann Botschaftsrat in Tel Aviv. - 2004 – 2005 Gesandtschaftsrat Abteilung für Personal, Außenministerium der Volksrepublik China. - 2005 – 2006 Stellvertretender Generalsekretär der Volksregierung von Huangshan, Provinz Anhui - 2006 – 2008 Stellvertretender Generaldirektor Berater, General Office, Außenministerium der Volksrepublik China. - 2008 – 2010 Stellvertretender Generalkonsul und Chief Officer in Toronto. - 2010 – 2013 Stellvertretender Generalkonsul und Chief Officer, Generalkonsulat in Chicago. - 2013 – 2015 Gesandtschaftsrat in Tel Aviv. - 2015 – 2016 Stellvertretender Direktor des Ausschusses für Innovation und Praxis, Außenministerium der Volksrepublik China. - 2016 - Außerordentlicher und bevollmächtigter Botschafter des P.R. China beim Commonwealth of Dominica. - Verheiratet mit einem Sohn. | Li Keqiang   | Roosevelt Skerrit    |                  |

Quelle: Außenministerium der Volksrepublik China; 驻多米尼克历任大使